# Zhang Zhizhen
Zhang Zhizhen (kinesisk: 张之臻, født 16. oktober 1996 i Shanghai, Kina) er en professionel tennisspiller fra Kina.